# 韩琬
韓琬（?—?），字茂贞，唐朝官员。
韓思彦之子。喜歡結交酒徒。後擢進士第，又举文艺优长、贤良方正。拜监察御史。景云年間曾上书言論时政。出京监河北军。又兼按察使。开元中迁殿中侍御史，又因事贬官。